# Super Exploding Zoo
『Super Exploding Zoo』は、Honeyslugより2015年8月5日に発売されたダウンロード専用のアクションゲーム。

## 概要
様々な動物たちが地球に攻めてきた宇宙生命体に立ち向かうリアルタイムストラテジー。

## システム
フィールドで眠っていた動物たちを引き連れて地球を防衛する。動物は突撃させると爆発して消滅してしまう。全ての動物たちが爆発消滅するとゲームオーバーとなる。
ステージにあるシールを集めるコレクション要素も存在する。

## 評価
ファミ通クロスレビューでは6、7、6、7の26点。レビュアーは「コレクション要素は○」「手当たり次第敵に突撃、爆発させるのは爽快で楽しい」「特徴のある仲間を集めて有利にできる仕組みは○」「何が卵から孵化するかわからないので先に進みたくなる」とした一方、「動かせる集団がわかれるときに操作できる側が選べない」「ボリューム、内容に対して少し割高」「お手軽プレイがしたい人向けだが指定する位置がうまく認識しない」「確保した動物の隊列を変更ができない」とした。
Metacriticでは69/100のスコアでモードや内容のボリュームは足らないが戦略性が低く短時間プレイがしたい若者向けとした。